# Cíbuta
El Cíbuta es una Colonia Agrícola y Ganadera del municipio de Nogales ubicado en el norte del estado mexicano de Sonora, cerca de la zona de la Sierra Madre Occidental. La Colonia Agrícola y Ganadera "El Cibuta" es la cuarta localidad más habitada del municipio, ya que según los datos del Censo de Población y Vivienda realizado en 2010 por el Instituto Nacional de Estadística y Geografía (INEGI), El Cíbuta tiene un total de 675 habitantes. Se encuentra asentado sobre la carretera Federal 15, en el tramo Ímuris–Heroica Nogales. 
Es uno de los principales abastecedores de Agua para la ciudad de Nogales. En el tramo Heroica Nogales - Cibuta se encuentran en funcionamiento 11 pozos de extracción de agua Propiedad del Organismo Operador Municipal de Agua Potable, Alcantarillado y Saneamiento (OOMAPAS Nogales) y se encuentran 2 más en trabajos de perforación. También En El Ejido del Cibuta sector #1 Se encuentra una planta de rebombeo de agua.

## Geografía
Cíbuta se sitúa en las coordenadas geográficas 31°3′44″ de latitud norte y 110°53′55″ de longitud oeste del meridiano de Greenwich, a una elevación de 1071 metros sobre el nivel del mar.